# باول نيومان (سياسي أمريكي)
باول نيومان (بالإنجليزية: Paul Newman)‏ هو سياسي أمريكي، ولد في 8 فبراير 1954 في نيوجيرسي في الولايات المتحدة. حزبياً، نشط في الحزب الديمقراطي. وقد انتخب عضو مجلس نواب أريزونا.